# Monster (Países Baixos)
Monster é uma aldeia na província neerlandesa Holanda do Sul. A aldeia está situada na costa, e tem 5 quilômetros de praia. A aldeia Monster tem 13.782 habitantes (2008).
O município anterior consistiu das aldeias Monster, Ter Heijde aan Zee e Poeldijk, e tinha população de 20 mil habitantes. Em 2004 Monster se tornou um município independente, então fundira-se ao município de Westland. 

## História
No século XIII, grande parte de Westland, Loosduinen e Haia estava sob a jurisdição do Monster. Quando teve início a construção de Haia, houve uma partilha entre Haag-Ambacht e Half-Loosduinen. Loosduinen foi separado de Monster em 1812. Entre Haia e Monster há alguns remanescentes da antiga época de glória, como os postos avançados Ockenburgh, Bloemendaal, Solleveld e Langeveld. 
A origem do nome Monster é incerto. Pode ser derivado da palavra latina monastarium (mosteiro), ou da palavra holandesa antiga monster, que significa grande igreja. 
Monster já foi um local de peregrinação, porque a paróquia de são Machutus (ou são Maclovius, são Macuto) tinha umas relíquias do são Machutus. Eles vieram para curar a "doença das quedas" (vallende ziekte), presumivelmente epilepsia.

## Monumentos
Monster tem um grande número de monumentos. Alguns dos mais importantes são a Velha Igreja Reformada (oude Hervormde kerk) e  a Igreja Grande (Grote kerk), construída entre 1050 e 1100. A igreja é a primeira igreja católica Romana de São Machutus. A igreja católica Romana de São Machutus é projetada pela arquiteto S. van Rijswijk, e a torre pela Jaap van Rees. 
Outro monumento importante é o moinho de milho "Os Quatro Ventos" (De Vier Winden). O moinho foi construído no século XII, mas o interior atual é de 1882. O túmulo da família Herkenrath é um monumento único - um cemitério privado para uma família que tem produzido muitos notáveis. Os enterros ocorreram entre 1790 e 1906. O túmulo é agora propriedade do município. 
O antigo mosteiro do São José, agora "Noviteit", foi um convento das Irmãs Franciscanas de Roosendaal.

## Mar
A praia e o mar são visitados todos os anos por dezenas de milhares de turistas. Desde 1939, há o Resgate de Monster monitorando ativamente a praia. Eles tentam evitar afogamentos. 
Monster tem três praias: "Moinho de saída" (Molenslag), "Caminho de conchas" (Schelppad) e "Torra da Água" (Watertoren). 

## Pessoas famosas de Monster
- Arnold Vinnius, advogado e rector magnificus da Universidade Leida
- Arantxa Rus, atleta de tênis